# Jean-Baptiste Régis
Jean-Baptiste Régis (Istres, 11 juin 1663-Pékin, 24 novembre 1737) est un jésuite, missionnaire en Chine et cartographe français.

## Biographie
Né à Istres en Provence, il entre dans la Compagnie de Jésus le 14 septembre 1683 et arrive en Chine en 1698. Il travaille alors à la carte générale de la Chine (1708-1715) et à la carte de la Grande Muraille de Chine (1708-1709). Il prend aussi une part en 1724 aux discussions que les missionnaires eurent à soutenir devant l'empereur Yongzheng pour empêcher la proscription du christianisme. 
Il a laissé une traduction latine du Yi King, publiée en 1864 à Stuttgart.